# Nälkäjärvi (Gällivare socken, Lappland)
Nälkäjärvi är en sjö i Gällivare kommun i Lappland och ingår i Kalixälvens huvudavrinningsområde. Sjön är 4,8 meter djup, har en yta på 0,288 kvadratkilometer och befinner sig 381,2 meter över havet. Nälkäjärvi ligger i Torne och Kalix älvsystem Natura 2000-område.

## Delavrinningsområde
Nälkäjärvi ingår i det delavrinningsområde (749185-172337) som SMHI kallar för Mynnar i Kukasjärvi. Medelhöjden är 413 meter över havet och ytan är 10,47 kvadratkilometer. Räknas de 22 avrinningsområdena uppströms in blir den ackumulerade arean 197,29 kvadratkilometer. Kivijoki (Moskojoki) som avvattnar avrinningsområdet har biflödesordning 2, vilket innebär att vattnet flödar genom totalt 2 vattendrag innan det når havet efter 286 kilometer. Avrinningsområdet består mestadels av skog (77 procent) och sankmarker (10 procent). Avrinningsområdet har 1,34 kvadratkilometer vattenytor vilket ger det en sjöprocent på 12,8 procent.